# Ammónium-peroxo-diszulfát
Az ammónium-peroxo-diszulfát vagy ammónium-perszulfát  egy szervetlen só, a peroxo-dikénsav ammóniumsója. A képlete (NH4)2S2O8. Színtelen kristályokat alkot. Vízben jól oldódik. Higroszkópos vegyület. Erős oxidálószer.

## Kémiai tulajdonságai
Száraz állapotban stabil, de a nedves ammónium-perszulfát elbomlik. Bomlásakor oxigén fejlődik. Hevítés hatására szintén bomlik, ekkor ammónium-piroszulfáttá és oxigénné alakul. Vizes oldata savas kémhatású. 
Erős oxidálószer. Az ezüst-nitrát oldatából fekete színű csapadékot, ezüst-peroxidot választ ki. Jódot szabadít fel a kálium-jodid oldatából. Ha tömény kálium-karbonát oldattal reagál, kálium-perkarbonát csapadék válik ki. Katalizátor jelenlétében a mangán(II)-vegyületeket permanganátokká oxidálja.

## Előállítása
Az ammónium-szulfát anodikus oxidációjával állítható elő. Ekkor az ammónium-szulfát, hideg telített oldatát elektrolizálják, az elektród platinaháló. Az ammónium-peroxo-diszulfát az anódon keletkezik.

## Felhasználása
Oxidálószerként, emellett a polimerizáció gyorsítására használják katalizátorként a poliakrilamid-gélek készítésekor. Emellett a fényképészetben a negatívok gyengítésére és a fixírsó kimosására használják. Alkalmazzák hajszőkítő porokban is.